# Pelomyia trivittata
Pelomyia trivittata är en tvåvingeart som beskrevs av Malloch 1934. Pelomyia trivittata ingår i släktet Pelomyia och familjen Canacidae. Inga underarter finns listade i Catalogue of Life.